# Salisbury

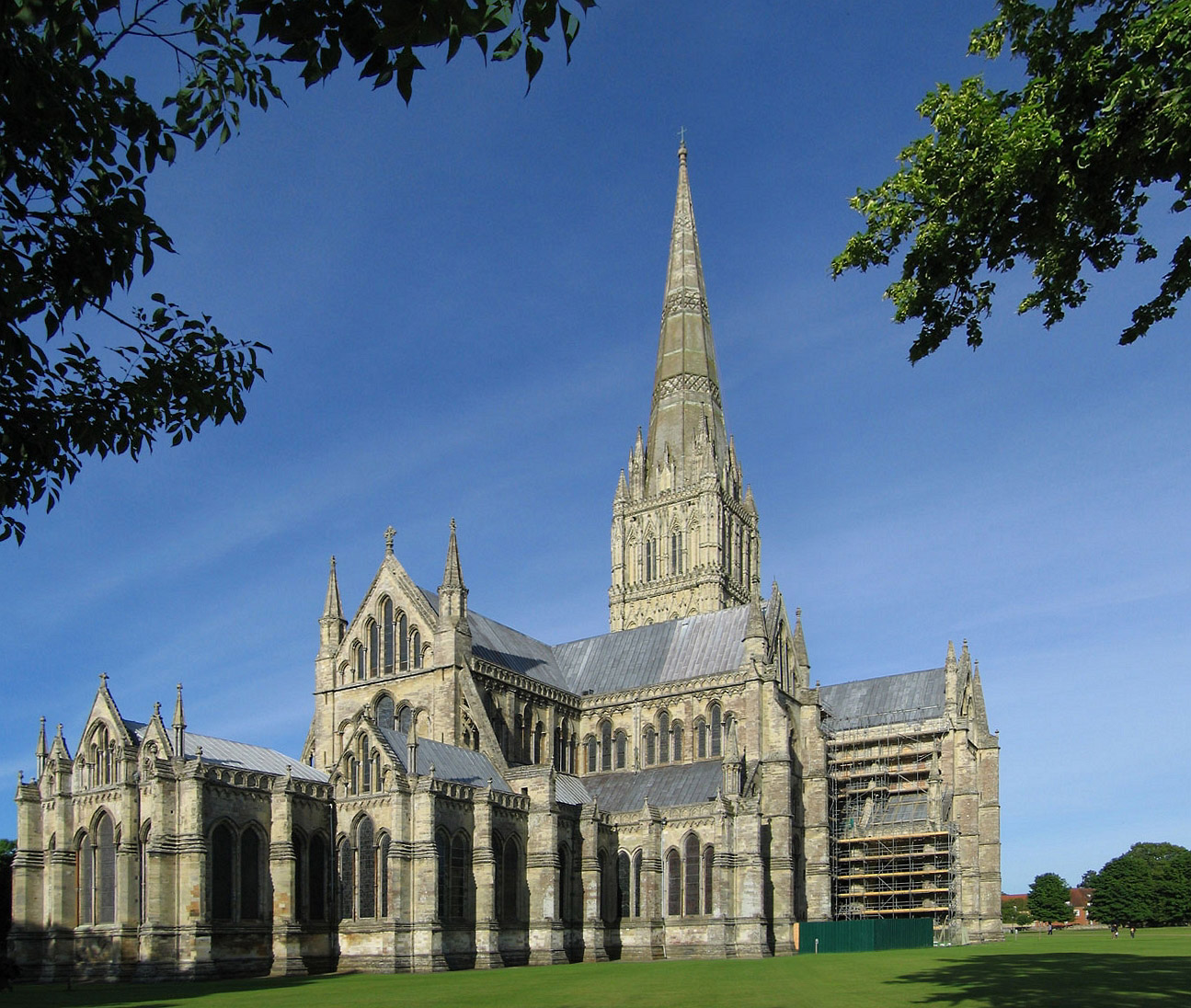
A Catedral de Salisbúria, um dos edifícios mais famosos da cidade.

Salisbúria (em inglês: Salisbury, forma também usada em português; pron. sôlz'běr'ē, -brē) é uma cidade no condado inglês de Wiltshire. A cidade ocupa a maior parte do distrito de Salisbúria. Em 1990, Salisbúria foi geminada com Saintes na França, e em 2006 com Xanten na Alemanha. A cidade está localizada no sudeste de Wiltshire.
Salisbury está na confluência de cinco rios: o Nadder, o Ebble, o Wylye e o Bourne, que são afluentes do Avon, que corre para a costa sul e para o mar em Christchurch.
Salisbúria foi a casa de Edward Heath, ex primeiro-ministro do Reino Unido.